# Aaron Wiggins
Aaron Daniel Wiggins (Greensboro, 2 de janeiro de 1999) é um jogador norte-americano de basquete profissional que atualmente joga no Oklahoma City Thunder da National Basketball Association (NBA).
Ele jogou basquete universitário pela Universidade de Maryland e foi selecionado pelo OKC como a 55ª escolha geral no draft da NBA de 2021.

## Início da vida e carreira no ensino médio
Wiggins cresceu jogando basquete, futebol americano e atletismo. Durante sua infância, tocou piano e trombone, atuou em peças e dançou. Wiggins jogou basquete na Grimsley High School em Greensboro, Carolina do Norte, antes de se transferir para a Wesleyan Christian Academy em High Point, Carolina do Norte.
Um recruta de quatro estrelas de consenso, ele se comprometeu a jogar basquete universitário em Maryland em 3 de junho de 2017. Ele chamou a atenção da equipe técnica de Maryland enquanto eles visitavam a sua escola para assistir seu companheiro de equipe Jaylen Hoard.

## Carreira universitária

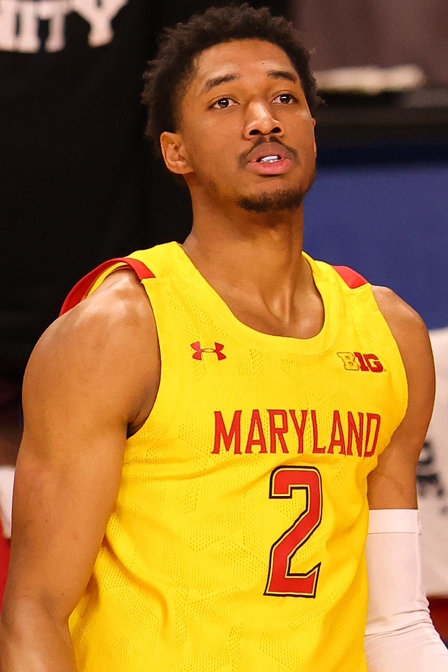
Wiggins com Maryland em 2021

Wiggins começou sua temporada de calouro como titular, mas depois disse ao técnico Mark Turgeon que estava mais confortável sendo reserva. Como calouro, ele teve médias de 8,3 pontos e 3,3 rebotes em 23,5 minutos. Em seu segundo ano, Wiggins teve médias de 10,4 pontos, 4,9 rebotes e 1,4 assistências e foi nomeado o Sexto Homem do Ano da Big Ten.
No jogo final de sua terceira temporada, Wiggins marcou 27 pontos em uma derrota por 96-77 para Alabama na segunda rodada do Torneio da NCAA. Nessa temporada, ele teve médias de 14,5 pontos, 5,8 rebotes e 2,5 assistências. Em 9 de abril de 2021, Wiggins se declarou para o draft da NBA de 2021, mantendo sua elegibilidade universitária. Mais tarde, ele decidiu permanecer no draft.

## Carreira profissional

### Oklahoma City Thunder (2021–Presente)
Wiggins foi selecionado pelo Oklahoma City Thunder como a 55ª escolha geral no draft da NBA de 2021. Em 15 de agosto de 2021, ele assinou um contrato de mão dupla com o Thunder e o seu afiliado da G-League, o Oklahoma City Blue. Em 12 de fevereiro de 2022, o OKC converteu o contrato de duas vias de Wiggins em um contrato padrão para o resto da temporada.
Em 7 de julho de 2024, Wiggins assinou um contrato de 5 anos e US$45 milhões com o Thunder.

## Estatísticas da carreira

### NBA

#### Temporada regular
| Ano      | Equipe        | PJ  | PT | MPJ  | AP   | 3P   | LL   | RT  | AS  | BR | TO | PPJ |
| -------- | ------------- | --- | -- | ---- | ---- | ---- | ---- | --- | --- | -- | -- | --- |
| 2021–22  | Oklahoma City | 50  | 35 | 24.2 | .463 | .304 | .729 | 3.6 | 1.4 | .6 | .2 | 8.3 |
| 2022–23  | Oklahoma City | 70  | 14 | 18.5 | .512 | .393 | .831 | 3.0 | 1.1 | .6 | .2 | 6.8 |
| 2023–24  | Oklahoma City | 78  | 4  | 15.7 | .562 | .492 | .789 | 2.4 | 1.1 | .7 | .2 | 6.9 |
| Carreira | Carreira      | 198 | 53 | 19.4 | .512 | .396 | .783 | 3.0 | 1.2 | .6 | .2 | 7.3 |

#### Play-In
| Ano  | Equipe        | PJ | PT | MPJ  | AP   | 3P   | LL    | RT  | AS | BR | TO | PPJ |
| ---- | ------------- | -- | -- | ---- | ---- | ---- | ----- | --- | -- | -- | -- | --- |
| 2023 | Oklahoma City | 2  | 0  | 14.3 | .667 | .000 | 1.000 | 1.5 | .0 | .5 | .0 | 5.5 |

#### Playoffs
| Ano  | Equipe        | PJ | PT | MPJ  | AP   | 3P   | LL   | RT  | AS  | BR | TO | PPJ |
| ---- | ------------- | -- | -- | ---- | ---- | ---- | ---- | --- | --- | -- | -- | --- |
| 2024 | Oklahoma City | 10 | 0  | 15.7 | .489 | .300 | .909 | 3.2 | 1.0 | .6 | .3 | 6.2 |

### Universitário
| Ano      | Equipe   | PJ | PT | MPJ  | AP   | 3P   | LL   | RT  | AS  | BR  | TO | PPJ  |
| -------- | -------- | -- | -- | ---- | ---- | ---- | ---- | --- | --- | --- | -- | ---- |
| 2018–19  | Maryland | 34 | 4  | 23.5 | .385 | .413 | .867 | 3.3 | .8  | .8  | .2 | 8.3  |
| 2019–20  | Maryland | 31 | 16 | 28.6 | .377 | .317 | .717 | 4.9 | 1.4 | .8  | .4 | 10.4 |
| 2020–21  | Maryland | 31 | 30 | 33.0 | .446 | .356 | .772 | 5.8 | 2.5 | 1.1 | .5 | 14.5 |
| Carreira | Carreira | 96 | 50 | 28.3 | .402 | .361 | .785 | 4.6 | 1.5 | .9  | .3 | 11.0 |

Fonte: